# Jean-Louis Vignes
Jean-Louis Vignes (ou Don Luis del Aliso comme il est connu de ses voisins mexicains), était un colon français dans la région de Los Angeles, à l'époque mexicaine.
Il est le premier vigneron à importer et planter des raisins européens Vitis vinifera dans l'État, et l'un des premiers vigneron en faisant commerce en Californie.

## Biographie
Jean-Louis Vignes est né de Jean Vignes et d'Elizabeth Cato le 9 avril 1780, à Béguey, un village de Gironde près de Bordeaux. Il a grandi avec deux frères, Pierre et Pierre Esliens, et deux sœurs, toutes deux nommées Marie. La famille Vignes est artisane dans la branche des tonneliers pour l'industrie viticole locale, ils élèvent leur propre vin et transforment les lies pour fabriquer de la cendre de lies de vin, utilisée pour de l'engrais.
Lui même tonnelier de métier, aventurier et entrepreneur par choix, il arrive aux îles Sandwich le 6 juillet 1827.
Après avoir perdu son entreprise à Honolulu en raison de l'édit de la reine Ka'ahumanu interdisant la production d'alcool, il navigue jusqu'en Californie et arrive à Pueblo de Los Angeles en 1831.
À son arrivée à Los Angeles, Jean-Louis Vignes achète 42 hectares de terrain situé entre le Pueblo et les rives de la rivière Los Angeles. Il crée son domaine en 1833. Il a nomme sa propriété El Aliso, d'après l'aulne centenaire trouvé près de l'entrée.
Le cépage disponible à l'époque, de la variété Mission, a été amené en Haute Californie par les frères franciscains à la fin du XVIIIe siècle. Ils s'acclimatent bien et donnent de bonnes quantités de vin, mais Jean-Louis Vignes n'est pas satisfait des résultats. Il décide d'importer de meilleures cépages de Bordeaux, Cabernet Franc et Sauvignon blanc. Les plants de vigne transitent autour du Cap Horn. Pour conserver leurs racines pendant le long voyage, elles sont insérées dans de la mousse et des tranches de pomme de terre. Jean-Louis Vignes devient le premier Californien a cultiver des vignes de qualité, et le premier a élever ses vins, alors que la pratique courante à l'époque est de boire le vin dès sa fermentation. La date exacte de son premier millésime est inconnue, probablement avant 1837, car en 1857, il publie une annonce affirmant que certains de ses vins ont 20 ans. Le bois pour les fûts provient de terres lui appartenant, dans les montagnes de San Bernardino.
En 1840, Jean-Louis Vignes effectue la première expédition enregistrée de vin californien. Le marché de Los Angeles étant trop petit pour sa production, et il charge une cargaison sur le bateau Monsoon, à destination de la Californie du Nord. En 1842, il fait des expéditions régulières à Santa Barbara, Monterey et San Francisco. En 1849, El Aliso est le vignoble de Californie le plus étendu. Il est constitué de plus de 40 000 vignes et produit 150 000 bouteilles, soit 500 fûts de 225 litres par an.
En tant que citoyen éminent de Los Angeles, Jean-Louis Vignes rencontre et divertit des personnalités, tel le général William Tecumseh Sherman, Thomas Larkin, William Heath Davis et Thomas ap Catesby Jones. Son vin est bu dans toute la Californie et des échantillons sont envoyés au président Tyler à Washington et en France.
En 1855, Jean-Louis Vignes vend El Aliso à ses neveux Pierre Sainsevain et Jean-Louis Sainsevain pour 40 000 $, la plus grosse somme jamais payée pour l'immobilier en Californie à l'époque. Après sa retraite, Vignes continue à s'impliquer dans la communauté. En 1856, il fait un don aux Sœurs catholiques de la charité pour participer au financement du premier hôpital, ouvert le 31 mai 1858. Il contribue également à la fondation de la première école publique de Los Angeles.
Jean-Louis Vignes meurt à Los Angeles le 17 janvier 1862, à l'âge de 81 ans.

## Dans la culture
À Los Angeles, une rue porte son nom, et une autre porte celui de son domaine « Aliso », qui était anciennement situé au centre actuel de la ville.